# Alain Hassli
Alain Hassli (ur. 7 lipca 1981) – francuski zapaśnik walczący w stylu klasycznym. Zajął piętnaste miejsce na mistrzostwach świata w 2002. Dziesiąty na mistrzostwach Europy w 2007 i 2009. Pierwszy w Pucharze Świata w 2009. Trzeci na mistrzostwach śródziemnomorskich w 2011. Mistrz Europy juniorów w 2000 roku.
Sześciokrotny mistrz Francji w latach 2004–2006, 2009, 2011 i 2012